# Christina Knels
Christina Knels (* 29. September 1975 in Torrance, Kalifornien) ist eine deutsche Neurowissenschaftlerin und Neurolinguistin.

## Leben
Christina Knels wuchs in Albstadt auf und machte ihr Abitur 1995 am Gymnasium Ebingen. Sie studierte von 1995 bis 2001 Klinische Linguistik an der Universität Bielefeld. Nach ihrem Studium arbeitete sie als Sprach- und Schlucktherapeutin in Reha-Kliniken. Sie wurde 2007 an der Ludwig-Maximilians-Universität München bei Elisabeth Leiss promoviert zum Thema Klinische Linguistik der primär progredienten Aphasie. Während sowie im Anschluss an ihre Promotion war sie bis 2011 wissenschaftliche Mitarbeiterin an der Universität.

## Wissenschaft und Forschung
Ab 2011 war sie Dozentin an der Hochschule Fresenius in Hamburg. Seit 2014 ist sie Professorin für Neurowissenschaften und Neurolinguistik an der MSH Medical School Hamburg.
Sie forscht in den Themenbereichen Kognition, Alter, Störung der semantischen Fähigkeiten, Sprache, Diagnostik bei primär progressiver Aphasie, Angehörigenarbeit bei Demenz sowie Schluck- beziehungsweise Ernährungsstörungen bei Demenz.

## Veröffentlichungen
Artikel von ihr erschienen in Sprache Stimme Gehör, forum:logopädie, Fortschritte der Neurologie-Psychiatrie, Psychiatry Research: Neuroimaging, Brain and Language und Der Nervenarzt.
- Als Herausgeberin: Sprache und Ernährung bei Demenz: Klinik, Diagonstik und Therapie. Thieme, Stuttgart 2018, ISBN 978-3-13-163881-6.